# Blooming Days
Albums de EXO-CBX
Girls
(2017) Magic
(2018)
Singles
1. Blooming Day
Sortie : 10 avril 2018

Blooming Days est le second EP d'EXO-CBX, le premier sous-groupe du boys band sud-coréano-chinois EXO, sorti le 10 avril 2018 sous SM Entertainment et distribué par IRIVER. L'album contient 7 pistes, chaque piste représentant chaque jour de la semaine (du lundi au dimanche).

## Contexte
Le 8 mars, une source au sein de la SM Entertainment a révélé qu'EXO-CBX ferait son retour en Corée du Sud en avril. Le 26 mars, l'agence a confirmé le retour du sous-groupe avec un mini-album prévu qui sortira le 10 avril. 
Le 3 avril, le titre du mini album Blooming Days et son single du même nom ont été dévoilés avec la date de sa sortie. Le lendemain, la liste des chansons présentes sur le mini-album a été dévoilée, elle inclut sept chansons dont la chanson titre "Blooming Day". Pour préparer le retour d'EXO-CBX, SM Entertainment a posté quotidiennement les teasers individuels de chaque membre.

## Single
"Blooming Day" est sortie en tant que single titre avec le mini-album le 10 avril. La chanson a été décrite comme "une piste de danse-pop qui a une allure légère et moderne. Les paroles présentent une douce confession à quelqu'un après que ses sentiments changent et que son cœur « fleurisse » comme une fleur".

## Promotion
En accord avec le thème de leur mini-album qui consiste à avoir des chansons pour chaque jour de la semaine, le sous-groupe tiendra une série d'émissions quotidiennes en direct intitulée "MonTuesWedThursChenBaekXi" via l'application V Live du 9 au 15 avril.
Comme pour leurs chansons, chaque émission aura un concept différent. Pour sa diffusion prévue le 10 avril, EXO-CBX présentera un live en direct : « EXO-CBX's Blooming Day » au Yes24 Live Hall. Ils interprèteront leur titre "Blooming Days" pour la première fois et parleront plus en profondeur de leur mini-album.
EXO-CBX interprétera "Blooming Day" dans les émissions musicales sud-coréennes à partir du 12 avril dans l'émission M Countdown.

## Liste des titres
| Blooming Days | Blooming Days             | Blooming Days                  | Blooming Days                                                                                   | Blooming Days | Blooming Days | Blooming Days | Blooming Days | Blooming Days | Blooming Days |
| No            | Titre                     | Auteur                         | Producteur(s)                                                                                   | Durée         |               |               |               |               |               |
| ------------- | ------------------------- | ------------------------------ | ----------------------------------------------------------------------------------------------- | ------------- | ------------- | ------------- | ------------- | ------------- | ------------- |
| 1.            | Monday Blues              | Hwang Yoo-bin                  | Peter Wallevik, Daniel Davidsen, Mich Hansen, Maegan Cottone, Iain James                        | 3:21          |               |               |               |               |               |
| 2.            | 花요일 (Blooming Day)     | Hwang Yoo-bin                  | Steve Manovski, Yoo Young-jin, Jenson Vaughan, Caroline Ailin, Jordan Croucher                  | 3:19          |               |               |               |               |               |
| 3.            | 내일 만나 (Sweet Dreams!) | JQ, Hyun Ji-won                | Kaelyn Behr, Michael Jiminez, Shaylen Carroll, MZMC                                             | 3:06          |               |               |               |               |               |
| 4.            | Thursday                  | Kim Eana                       | Erik Lidbom, Andreas Öberg                                                                      | 3:05          |               |               |               |               |               |
| 5.            | Vroom Vroom               | JQ, Park Ji-hee, Bae Sung-hyun | Harvey Mason, Jr, Michael `R!ot` Wyckoff, Britt Burton, Patrick "J. Que" Smith, Dewain Whitmore | 2:46          |               |               |               |               |               |
| 6.            | Playdate                  | Kenzie                         | Andreas Öberg, Yoo Young-jin, Martin Kleveland, Ilanguaq David Lumholt                          | 3:30          |               |               |               |               |               |
| 7.            | 휴일 (Lazy)               | Park Sung-hee (Jam Factory)    | Micah Powell, Yinette Mendez, MZMC                                                              | 3:25          |               |               |               |               |               |
| 22:32         |                           |                                |                                                                                                 |               |               |               |               |               |               |

## Classements

### Classements hebdomadaires
| Classements                       | Meilleure position |
| --------------------------------- | ------------------ |
| South Korea (Gaon)                | 1                  |
| Japan (Billboard Japan)           | 20                 |
| Japanese Albums (Oricon)          | 10                 |
| US World Albums (Billboard)       | 2                  |
| US Independent Albums (Billboard) | 33                 |
| French Download Albums (SNEP)     | 63                 |
| UK Download Albums (OCC)          | 74                 |

### Classement mensuel
| Classement         | Meilleure position |
| ------------------ | ------------------ |
| South Korea (Gaon) | 1                  |

### Classement annuel
| Classement         | Meilleure position |
| ------------------ | ------------------ |
| South Korea (Gaon) | 9                  |

## Ventes
| Pays               | Ventes  |
| ------------------ | ------- |
| South Korea (Gaon) | 534 567 |
| China (Xiami)      | 307 516 |
| Japan (Oricon)     | 193 513 |

## Certification
| Pays               | Certification | Unités certifiés / Ventes |
| ------------------ | ------------- | ------------------------- |
| South Korea (Gaon) | Platine       | 250 000                   |

## Historique de sortie
| Pays         | Date          | Format                   | Label                    |
| ------------ | ------------- | ------------------------ | ------------------------ |
| Corée du Sud | 10 avril 2018 | CD, téléchargement légal | SM Entertainment, IRIVER |
| Monde entier | 10 avril 2018 | Téléchargement légal     | SM Entertainment         |